# オルペウスとエウリュディケ (ルーベンス)
『オルペウスとエウリュディケ』（蘭: Orpheus en Eurydice, 西: El nacimiento de la Vía Láctea, 英: Orpheus and Eurydice）は、バロック期のフランドルの巨匠ピーテル・パウル・ルーベンスが1636年から1638年に制作した絵画である。油彩。オウィディウスの『変身物語』でも言及されているギリシア神話の有名なエピソードで、死去した妻エウリュディケを取り戻すために冥界に赴いた音楽家オルペウスを主題としている。ルーベンスが最晩年に制作した神話画の1つで、スペイン国王フェリペ4世の発注により、エル・パルド山中に建設された狩猟館トゥーレ・デ・ラ・パラーダを装飾するために制作された。現在はマドリードのプラド美術館に所蔵されている。またスイスのチューリッヒ美術館（ルジチカ財団コレクション）に油彩による準備習作が所蔵されている。

## 主題
『変身物語』10巻によると、オルペウスは結婚した妻エウリュディケを蛇に噛まれて亡くした。彼はひどく悲しんだが、妻を愛するあまり、冥府の神々に懇願して取り戻すことはできないかと考えた。そこでタイナロン岬にある洞窟から冥界に降り、冥府を支配する夫婦神ハデスとペルセポネ（ローマ神話のプルートとプロセルピナ）の前で、竪琴をかき鳴らしながら歌い、妻を返してくれるよう訴えた。ハデスとペルセポネはオルペウスの音楽にいたく感動し、オルペウスの嘆願を拒むことができなかった。オルペウスの前に進み出たエウリュディケは、蛇の噛み傷のためにたどたどしい歩みであったという。ハデスは2人が冥界を出るまで、後ろを振り返って妻を見てはならないという条件をつけた。冥府を出たオルペウスは妻の前を地上に向かって歩き続けた。帰りの道は静かであったが、暗く険しかった。そのうちオルペウスは妻が力尽きないか心配になり、あとわずかというところで振り返って妻を見てしまった。すると、エウリュディケはたちまち地下に落ちていったという。

## 制作背景

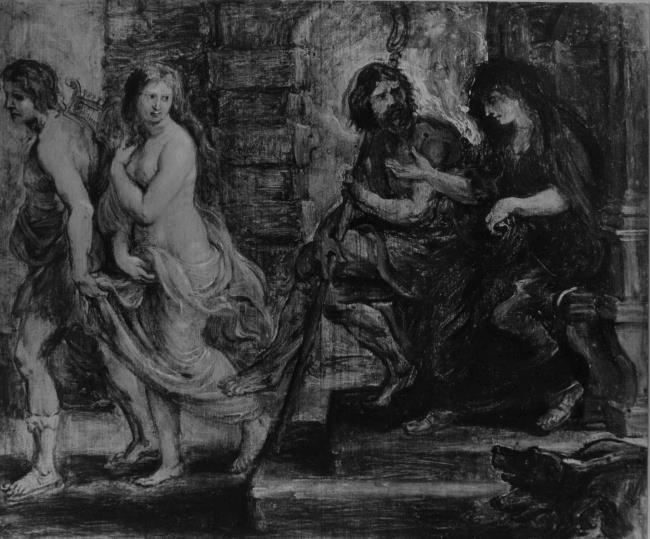
油彩による準備習作。チューリッヒ美術館所蔵。

フェリペ4世は1636年、改築が終わったトゥーレ・デ・ラ・パラーダを装飾するため、ルーベンスに神話画63点、狩猟画50点に及ぶ膨大な作品を発注した。この大規模発注は、当時スペイン領ネーデルラント総督であったフェリペ4世の弟、枢機卿フェルナンド・デ・アウストリアを仲介して行われた。しかし納品までの期間が短かったため、ルーベンスはフェリペ4世に許可を取り、下絵を描いたうえでかつての弟子であったヤーコプ・ヨルダーンスやヤン・ブックホルストなどの画家たちに発注の大部分を委託した。このうちルーベンス自身が完成させたものは本作品を含む約15点の作品のみと見られる。完成した膨大な作品群は1638年にマドリードに向けて発送された。

## 作品

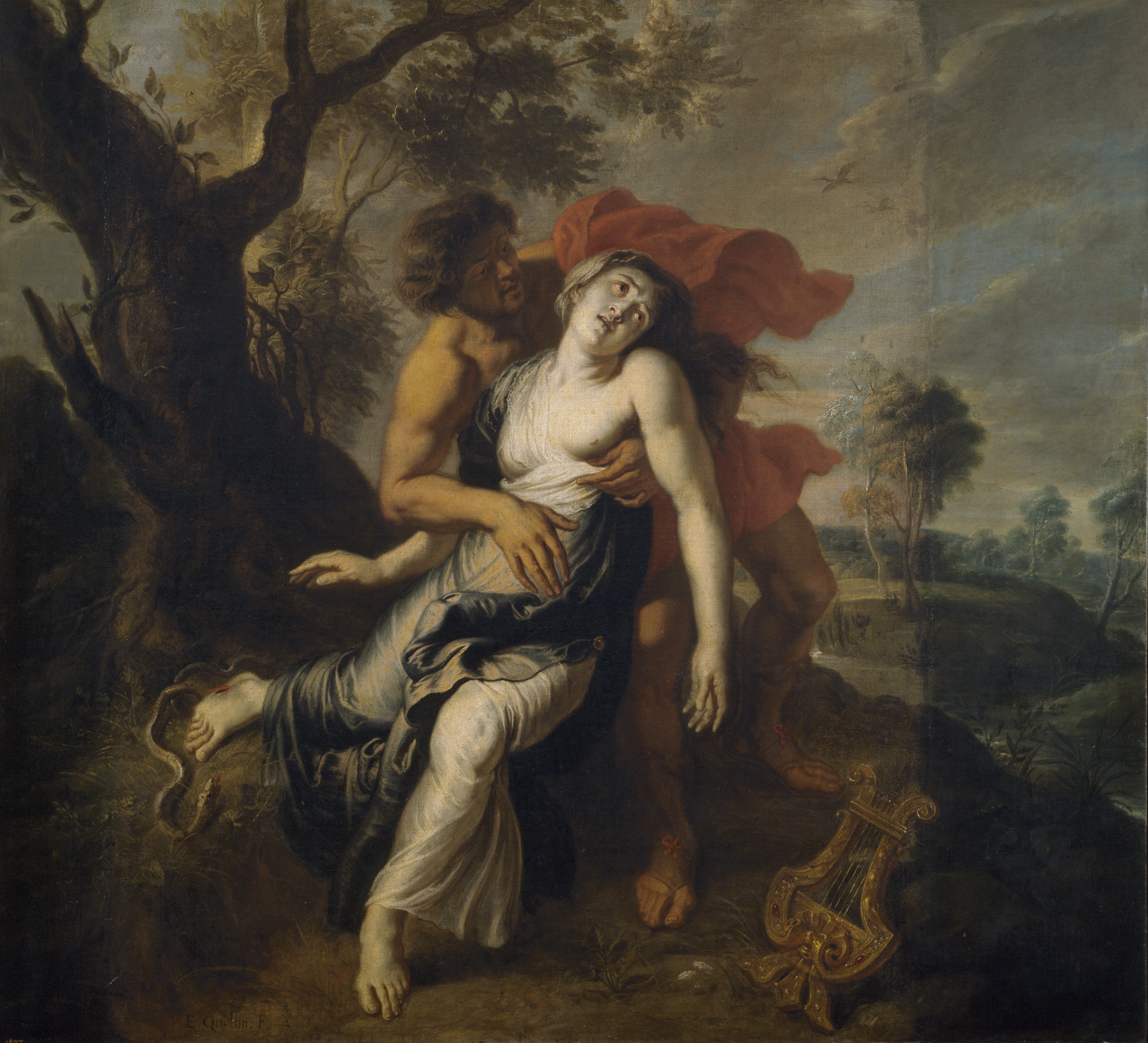
エラスムス・クエリヌス2世の『エウリュディケの死』。プラド美術館所蔵。

ルーベンスはオウィディウスの『変身物語』に基づき、オルペウスがハデスとペルセポネから妻エウリュディケを地上に連れ戻す許しを得て、妻とともに地上に帰る場面を描いている。オルペウスは頭に月桂冠をかぶり、右手に黄金の竪琴を持ち、地上へと続いている道を先導して歩いている。ところが、オルペウスの目は後方の妻に向けられており、今まさに愛する妻を振り返ろうとしている。冥府の玉座ではハデスは足を組み、ペルセポネは黒衣をまとって座っている。その足元には冥府の番犬ケルベロスが控えている。画面奥の背景では地獄の業火が燃え盛っている。

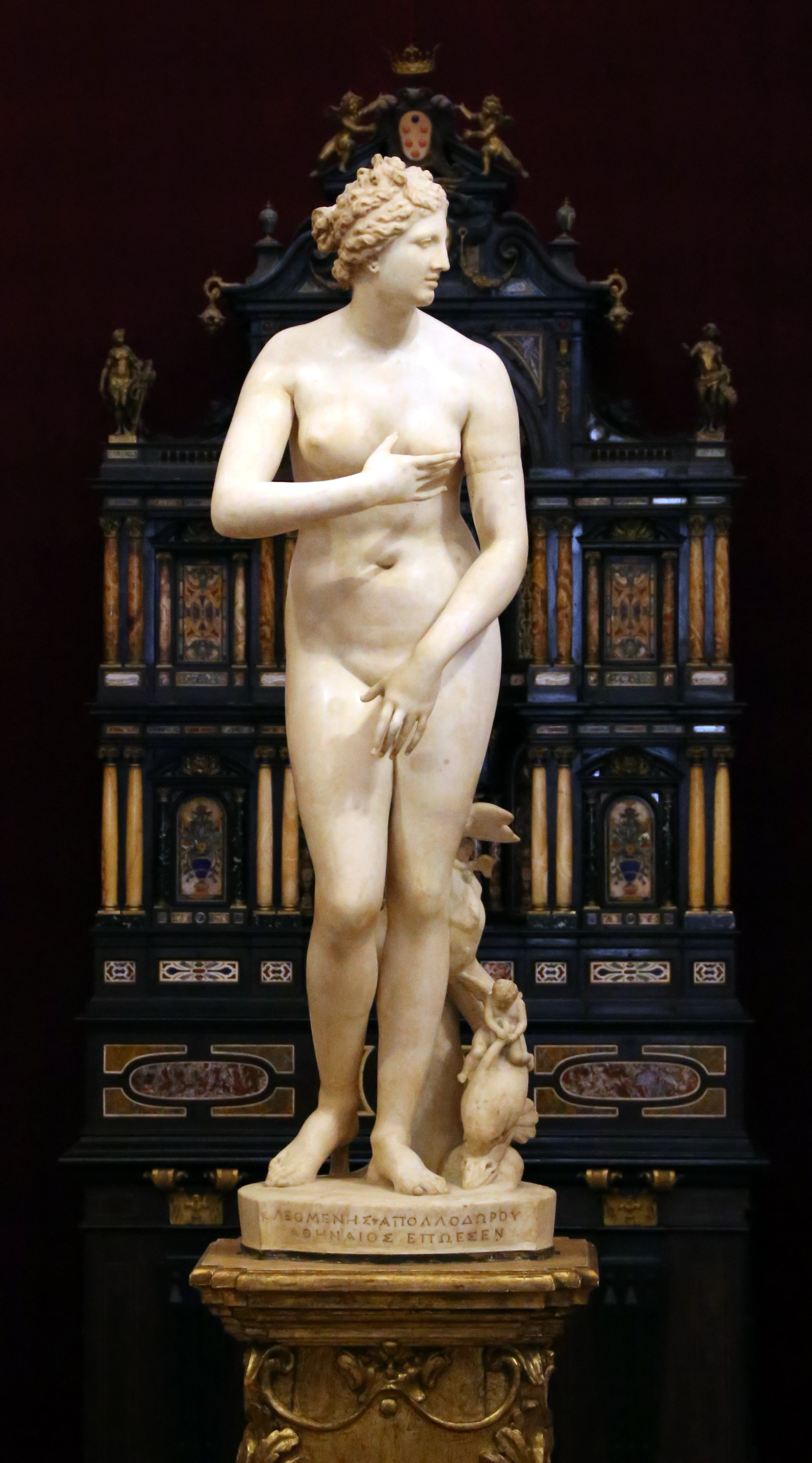
ヴィーナス・プディカ型のヴィーナス像『メディチ家のヴィーナス』。

構図は非常にバランスのとれたものとなっている。つまり、ルーベンスは物語に登場する2組の夫婦を画面の左右に分けて配置している。画面左には冥府を去ろうとするオルペウスとエウリュディケの姿がある。死者であるエウリュディケの身体は青白く、オルペウスの生命力に満ちた肉体とは対照的である。エウリュディケの身体にはいまだ消えぬ蛇が噛んだ傷跡が残っている。しかし、エウリュディケの白い肌は単に彼女が虚ろな存在であることを示しているだけでなく、白い肌の輝きと影に覆われた神々とのコントラストによって、生と死の領域を区分している。一方、画面右にはハデスとペルセポネが玉座に座っており、身振りによってオルペウスに示した条件を警告している。
トゥーレ・デ・ラ・パラーダの神話画には、オルペウスの神話を扱った別の作品『エウリュディケの死』（De dood van Eurydice）が存在する。こちらは、エラスムス・クエリヌス2世がルーベンスの下絵に基づいて忠実に制作した作品で、蛇に噛まれて命を落としたエウリュディケの遺体を抱きしめながら悲嘆するオルペウスの姿を描いている。本作品は物語的にはその続きの場面を描いている。エラスムス・クエリヌス2世は他にも『エウロパの略奪』（De ontvoering van Europa）、『バッカスとアリアドネ』（Bacchus en Ariadne）、『イアソンと金羊毛』（Jason en het gulden vlies）、『イルカに乗るキューピッド』（Cupido op een dolfijn）、『ハルピュイアの迫害』（The Persecution of the Harpies）、『眠れるアモール』（Slapende liefde）といった多くの作品の制作をルーベンスから委託されて描いている。
ルーベンスは構図を作り上げる際に過去の芸術作品を参照している。たとえばハデスはイタリア滞在中に模写したミケランジェロ・ブオナローティに基づいて描いている。またエウリュディケの貞淑な身振りは古代のいくつかの彫刻作品、とりわけヴィーナス・プディカ（恥じらいのヴィーナス）と呼ばれるタイプのヴィーナス像に基づいている。ルーベンスは工房の手を借りて制作しており、初期の構想から背景の建築要素や対話する冥府の神々の身振りなどを変更している。

## 来歴
絵画はトゥーレ・デ・ラ・パラーダで1701年に記録されている。スペイン継承戦争の際にトゥーレ・デ・ラ・パラーダが焼失した後は新王宮に移され、1772年、1794 年、1814年から1818年に記録されている。スペイン国王フェルナンド7世の死後の1834年にプラド美術館に収蔵された。

## ギャラリー
関連作品
トゥーレ・デ・ラ・パラーダのために制作されたルーベンスの横長の画面の神話画はほかに以下のような作品がある。

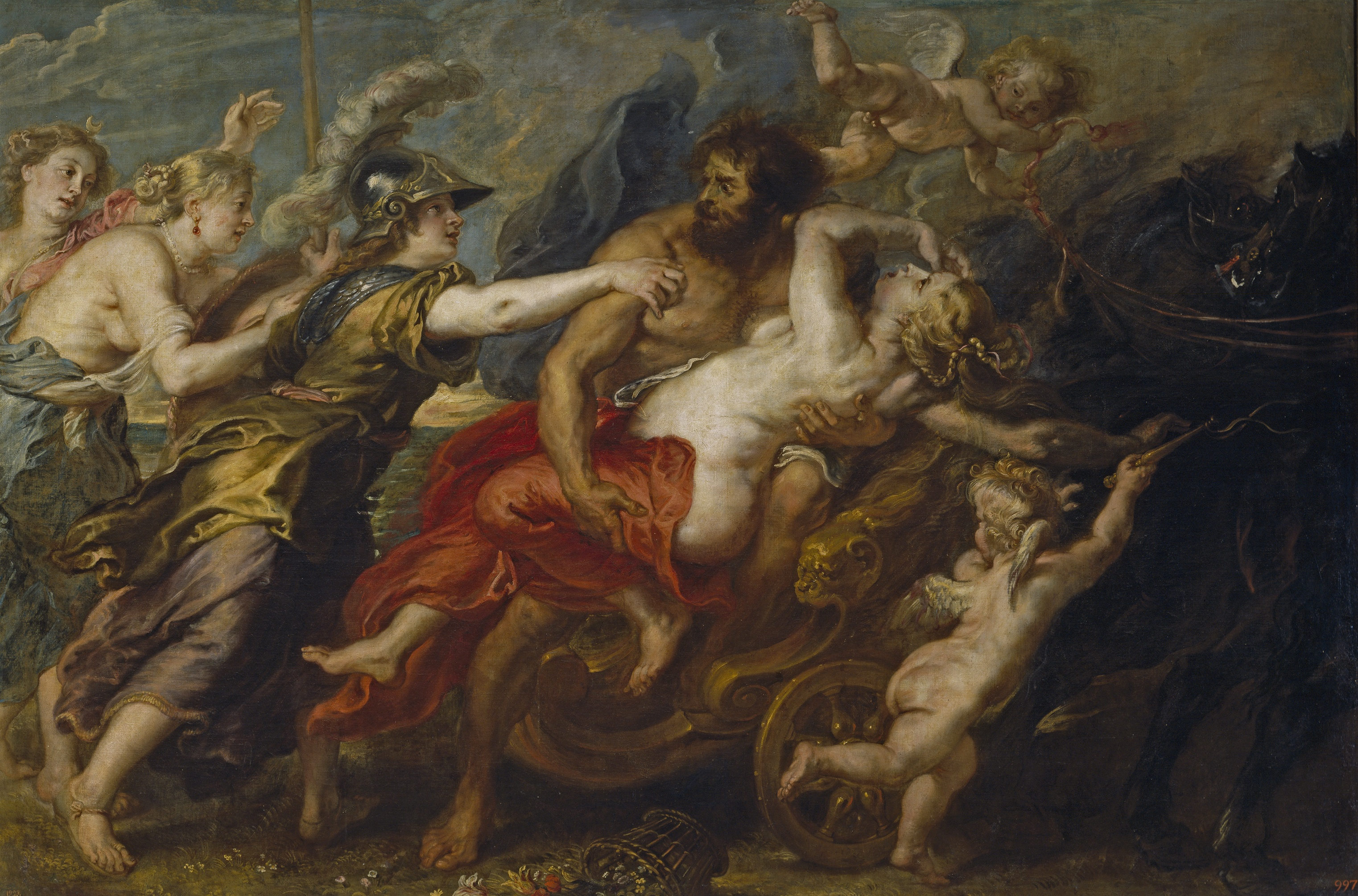
『プロセルピナの略奪』1636年-1637年
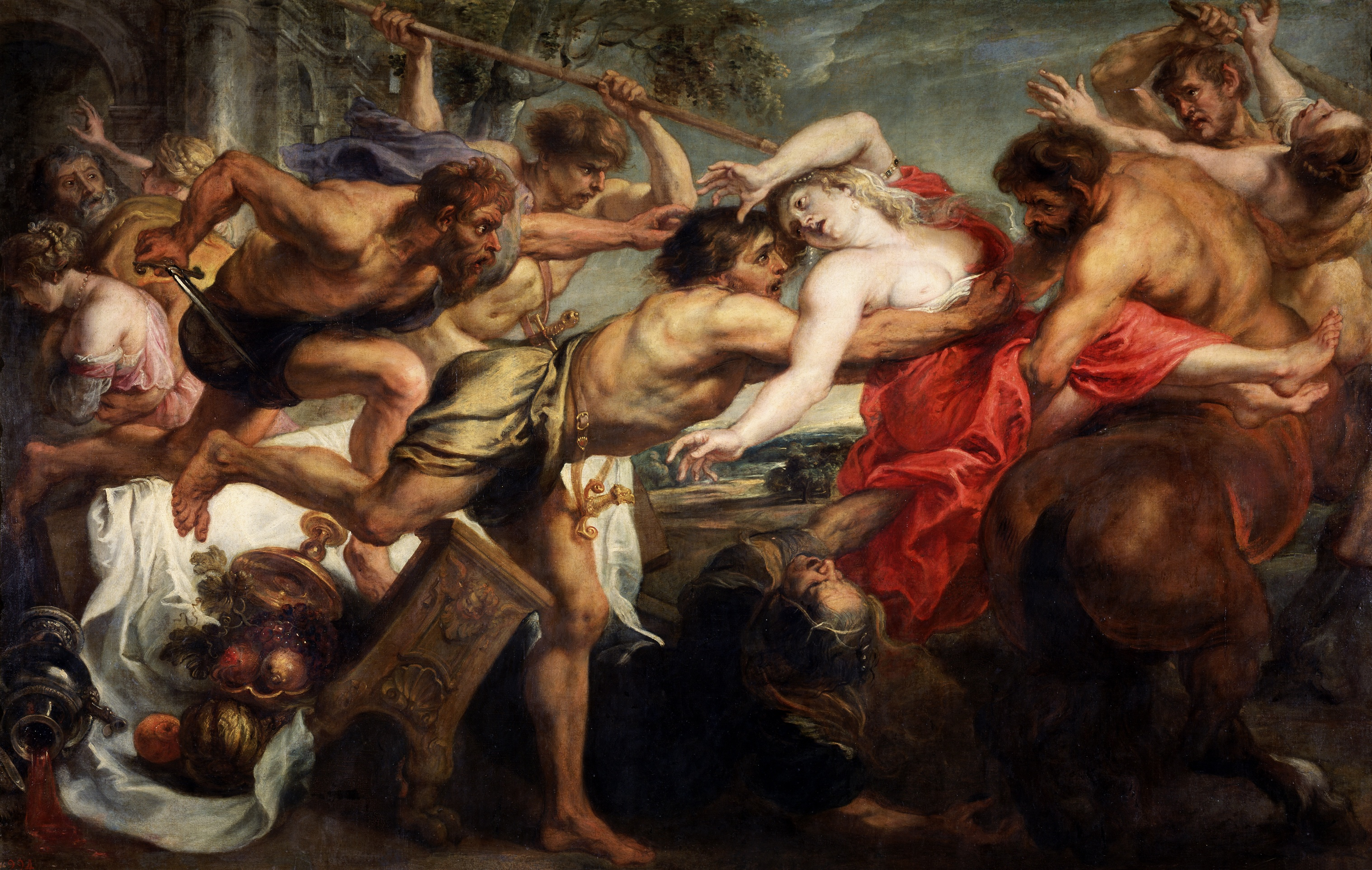
『ヒッポダメイアの略奪』1636年-1637年
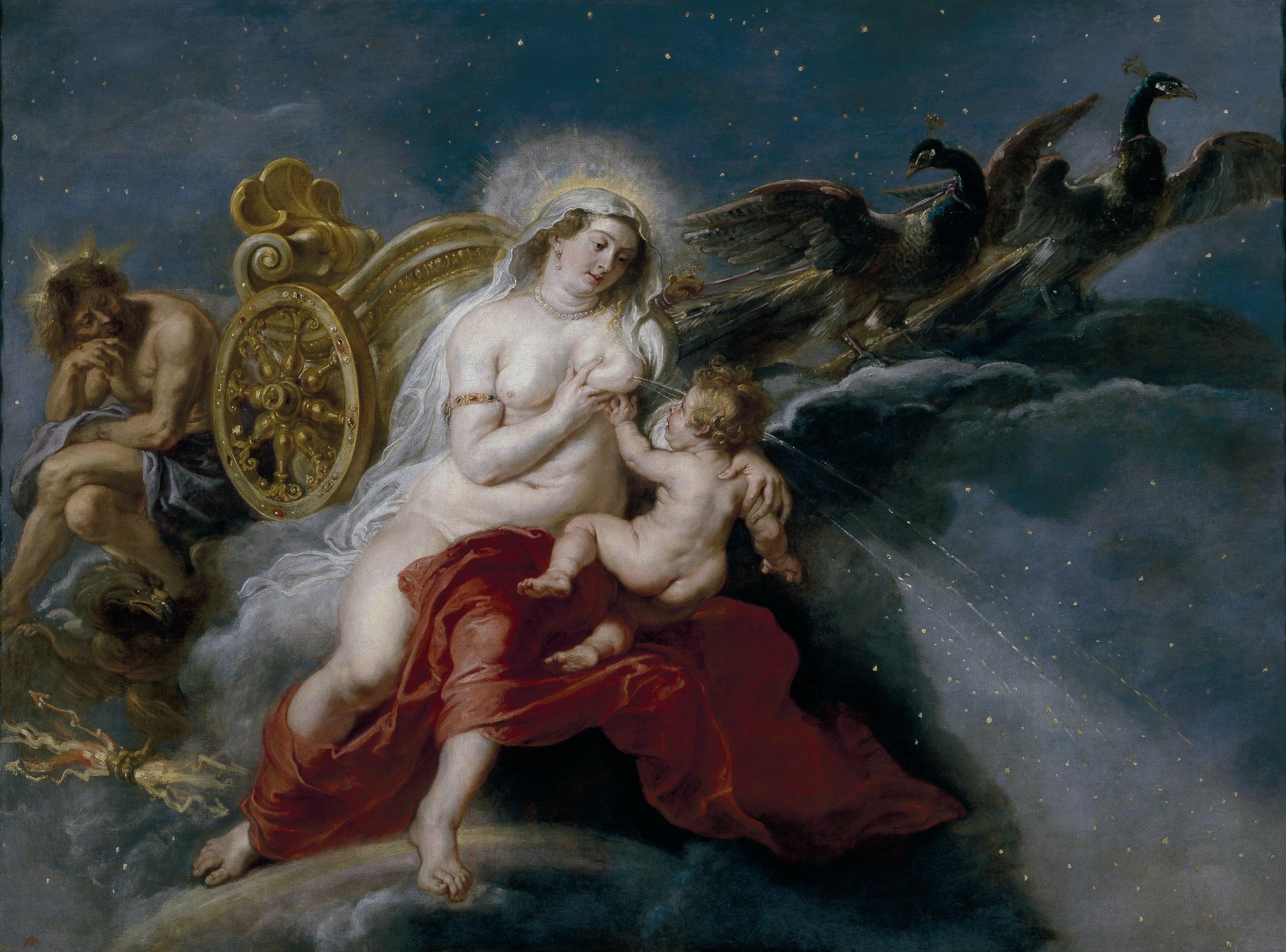
『天の川の誕生』1636年-1638年
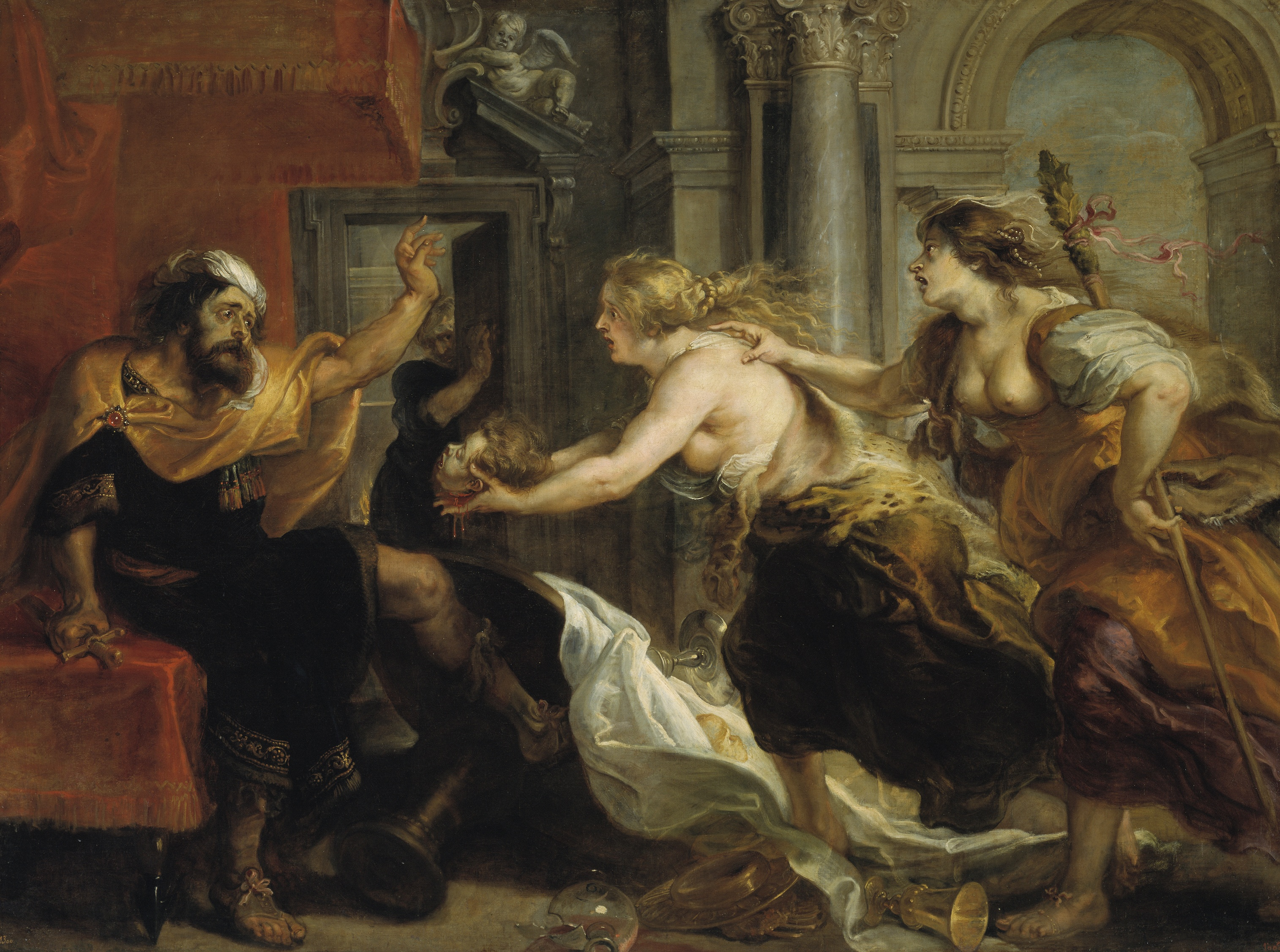
『テレウスに息子の首を差し出すプロクネとピロメラ』1636年-1638年